# Pawtuckaway State Park
Pawtuckaway State Park ist ein rund 20 km² großes Naturschutzgebiet in New Hampshire. Er ist einer der größten State Parks im Südosten des Bundesstaates und hat seinen Namen nach dem Pawtuckaway Lake und den Pawtuckaway Mountains.

## Geologie
Die Pawtuckaway Mountains sind eine kleine, felsige Bergkette in Kreisform, die die Außenlinie eines urzeitlichen Vulkankraterringes bildet, Der Kraterring, der erstmals 1944 komplett kartiert wurde, ist ein kleineres und damit zugänglicheres Beispiel der geologischen Prozesse, welche die Ossipee Mountains weiter nördlich hervorgerufen haben.

## Erholung

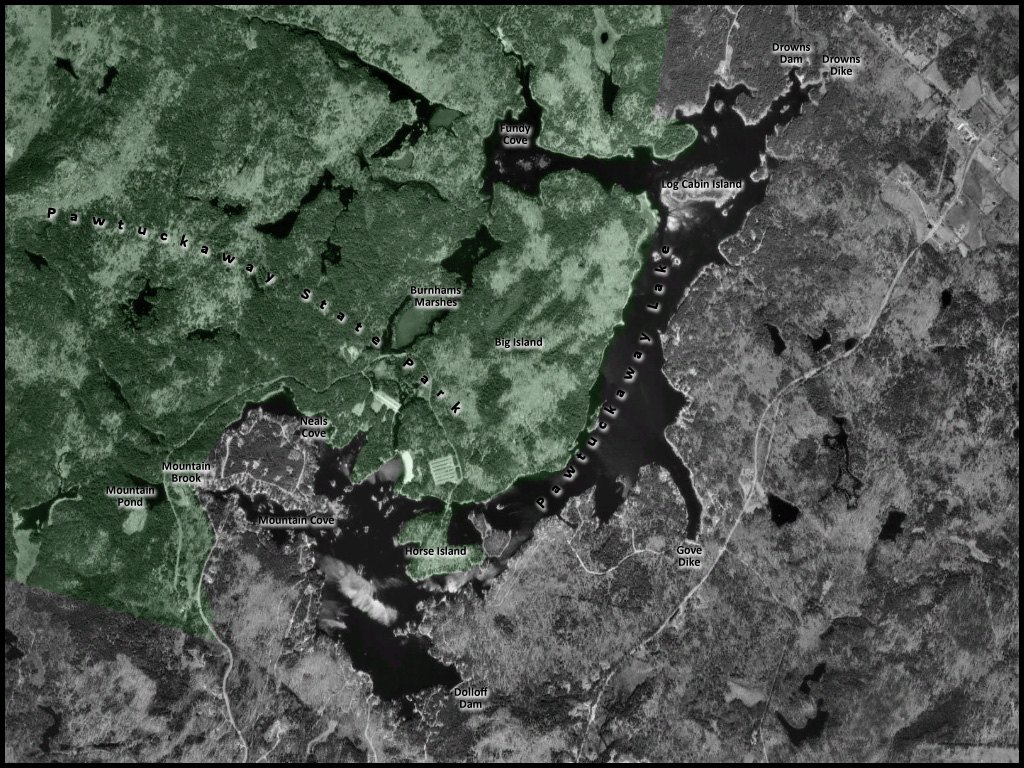
Luftbildkarte des Pawtuckaway Lake mit Teilen des Pawtuckaway State Park (grün); ein Teil des Kraterringes ist in der oberen linken Ecke erkennbar.

Wanderwege führen zu den etwa zweihundert Meter hohen Gipfeln der nördlichen und südlichen Hügelkette und verbinden den Kraterring mit dem See. Dieser hat eine 317 ha große Wasserfläche mit verschiedenen Buchten und kleinen Inseln und ist bei Wassersportlern und Anglern gleichermaßen beliebt. Die Gegend ist ebenfalls ein Ziel von Anhängern des Orientierungslaufes und des Kletterns.
Zu den Parkeinrichtungen zählen Campingmöglichkeiten, Wanderwege, eine Bootsanlegestelle, ein Naturfreibad, ein Spielplatz, ein Sportplatz, Picknicktische, Unterstände sowie der Verleih von Kanus und Ruderbooten.